# Toyota Camry
Toyota Camry är en personbil tillverkad av Toyota sedan 1982. Modellen är en populär bil, inte minst i USA och Australien. Den första modellen kom 1982 och fanns i både sedan- och halvkombiversion. 1986 kom generation 2 och nu erbjöds även en riktig kombi som snabbt blev populär i Sverige. Nästa generation kom 1991 och fick i och med detta ett typiskt amerikanskt utseende.  Nästa version från 1996 erbjöds inte som kombi i Europa och i och med detta sjönk försäljningssiffrorna. Idag är serien inne i sin åttonde generation. 
De tillgängliga karosserierna för senare generationer är enbart sedan. Som begagnad är modellen eftertraktad på grund av sin höga driftsäkerhet.
År 2004 slutade modellen att säljas i Västeuropa, men började åter att säljas, efter 14 år, i Europa som årsmodell 2019. Ungefär samtidigt avslutades tillverkning- och försäljning av Toyota Avensis.

## Bakgrund
I Nordamerika under sena 1970-talet och tidiga 1980-talet ökade intresset för större, luxuösare medelstora sedaner. Detta slog hårt mot japanska bilmärken som fick alltmer svårt att sälja sina bilar som generellt var mindre och billigare. Toyota behövde en större och dyrare modell för att ersätta den trögsålda Coronan. 1980 började Toyota undersöka möjligheten att öppna en bilfabrik i USA efter att konkurrenterna Honda och Nissan meddelat öppningen av sina respektive anläggningar tidigare under året. I maj samma år föreslog Toyota att de skulle inleda ett samriskföretag med den amerikanska biltillverkaren Ford för att skapa en medelstor familjesedan till den nordamerikanska marknaden. Toyota föreslog att modellen skulle byggas i en av Fords fabriker och att den skulle säljas hos båda märkenas återförsäljare. Ford ansåg emellertid att modellen skulle konkurrera med deras motsvarighet, vilket ledde till ett dödläge och att förhandlingarna upphörde helt i juli 1981.
När planerna på att tillverka bilen i USA gick om intet påbörjade Toyota istället produktionen i sin fabrik vid Tsutsumi, Japan i mars 1982. Modellen döptes till "Camry" (ljudskriften från det japanska ordet kanmuri (冠, かんむり), krona), ett namn som från början härstammade från en sedanmodell av Toyota Celica med namnet Celica Camry.

## Överblick

### De första två generationerna (1982–1990)

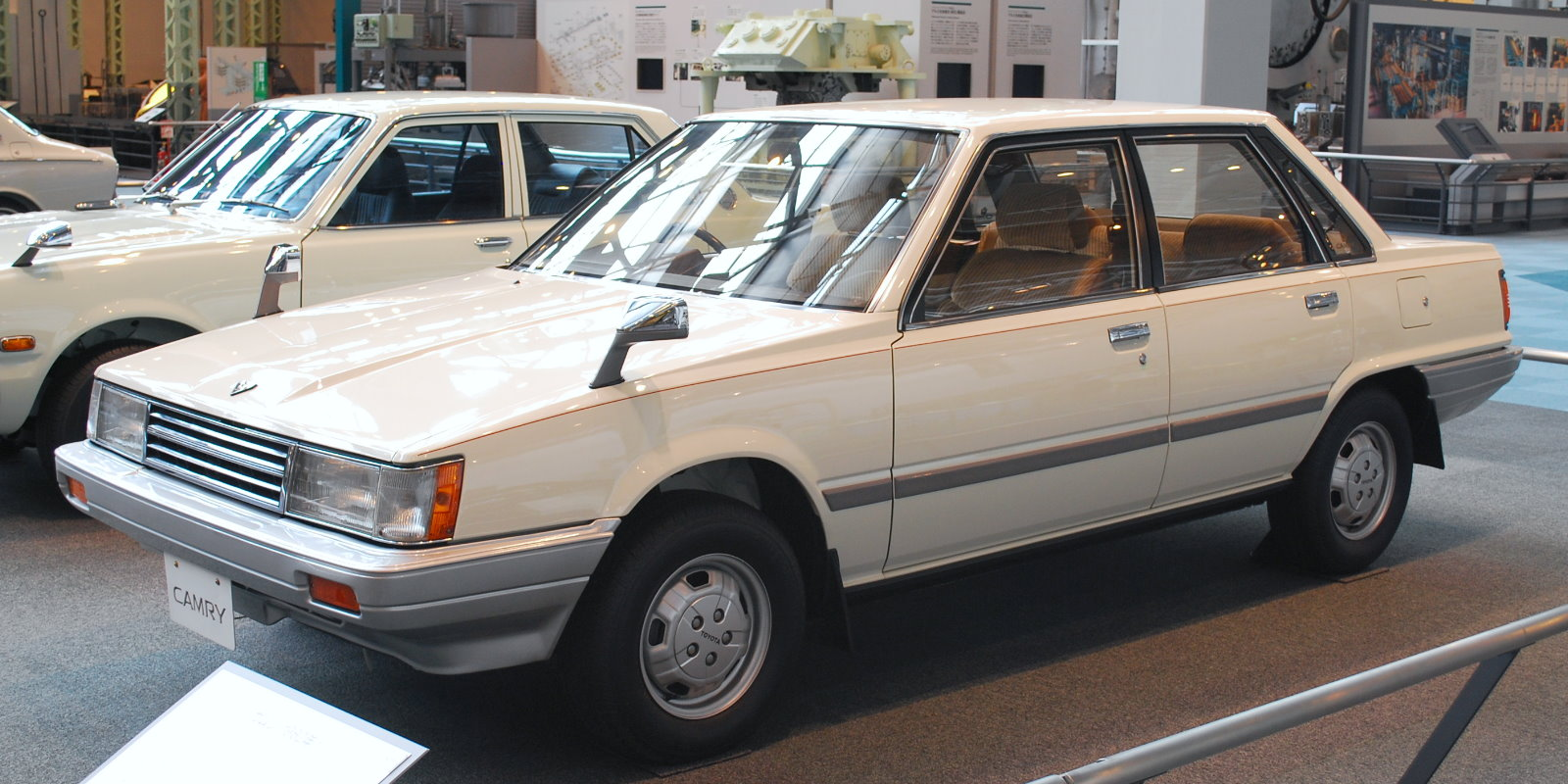
Den första generationen Camry (V10)

Med den första generationen av Camryn (V10) låg Toyotas huvudfokus på att exportera modellen till den amerikanska bilmarknaden och ersätta den med Coronan på nästan alla internationella territorier. Bilens huvuduppgift blev att konkurrera med Honda Accord, en annan japansk sedan i samma storleksklass. Toyota byggde bilens hjulbas 150 millimeter längre än Accordens och erbjöd en större motor. Andra resultat av tävlingen sinsemellan tillverkarna gjorde att Modellen blev Toyotas första med framhjulsdrift och tvärmonterad drivlina. Camryn fick ett kantigt utseende som var typiskt för 1980-talet.
När modellen lanserades i Japan den 24 mars 1982 såldes den enbart hos återförsäljare med namnet Toyota Corolla Store. En tvillingmodell – Toyota Vista – kom samtidigt och såldes i affärer med namnet Toyota Vista Store. Försäljningen av bilen i USA började i mars 1983. Fram till 1985 hade 128.000 bilar sålts.

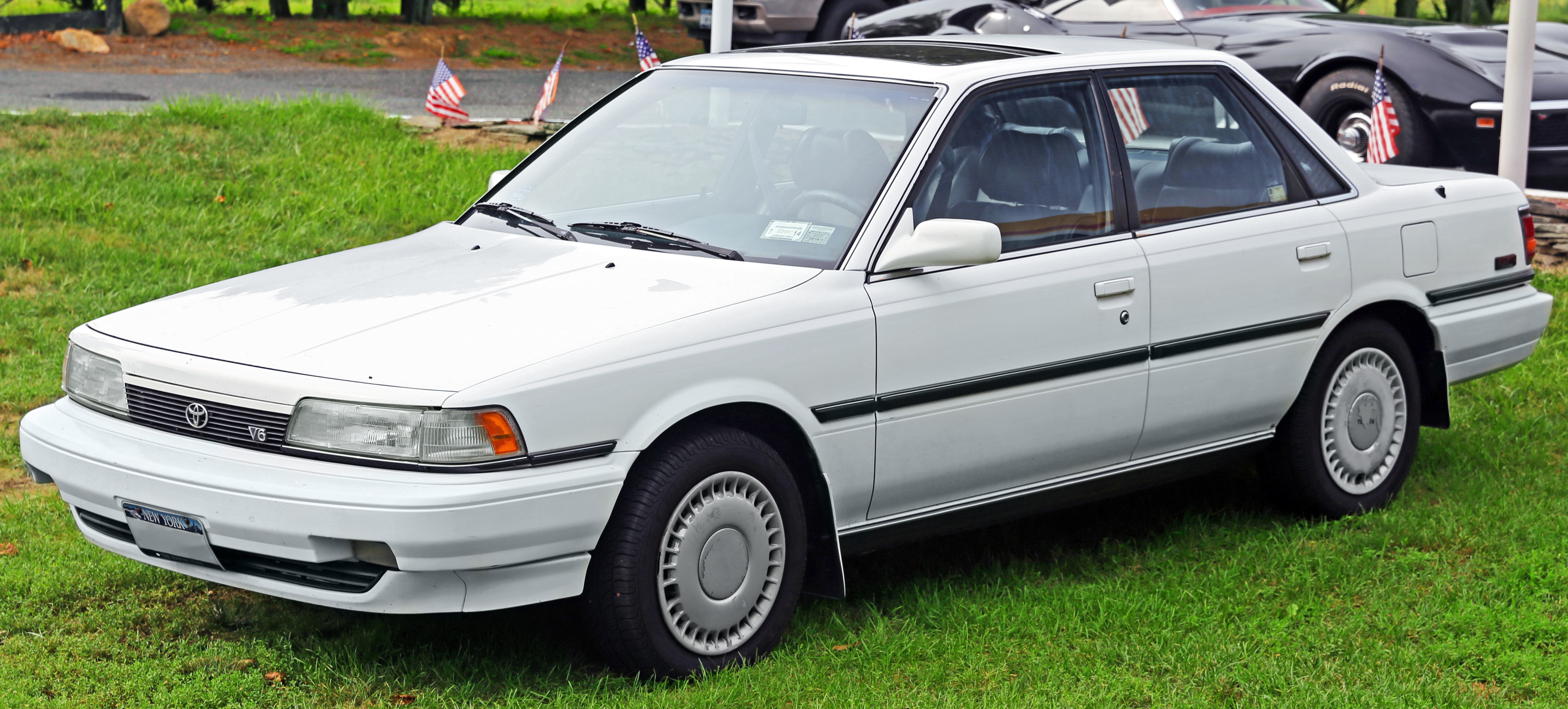
Den andra generationen Camry förlorade sitt Japanska utseende till fördel för en amerikaniserad design (V20).

Den andra generationen av bilen (med namnet Camry V20) lanserades i augusti 1986 i Japan. Som med föregående serie släppte Toyota återigen en parallell Vista-modell. Den nya generationen Camry och Vista fortsatte med karossformen fyra-dörrars sedan. På den internationella bilmarknaden fanns Camryn för första gången som kombi. V20-modellen togs fram under en tid då Toyota gjorde betydande investeringar i detaljer och ökad kvalitet för att fortsätta sin starka konkurrenskraft. Denna strategi jämfördes med bilmärket Mercedes-Benz som under samma tid blev kända för driftsäkra, noggranna bilar med hög kvalitet. Som ett resultat beskrev motorjournalister V20-modellen som en billigare, Japansk faksimil av Mercedes. För att tilltala Nordamerikanska bilköpare förlorade modellen sitt japanska arv i fördel till en "amerikaniserad design" med en mjukare och slankare siluett. Sedanversionerna bibehöll en del av föregångarens utseende med ett kantigare bakparti och avlånga bakljus som krökte sig runt bilens hörn. På andra områden var bilen mindre fyrkantig för att förbättra dess aerodynamiska förmåga.
Alla motorerna på den nya generationen av Camry och Vista hade bränsleinsprutning. Grundmodellen erbjöds med en 1,8-liters 1S-i-motor med femväxlad manuell växellåda eller fyraväxlad automat. V20-serien började säljas som sedan och kombi på den Nordamerikanska marknaden under sena ???1986-talet???. Toyota Motor Manufacturing Kentucky, den första bilfabriken i USA som helt ägdes av Toyota, började tillverkningen av Camryn i maj 1988.

### Övergång till mellanklassen och kritikerrosad tredje generation (1991–1996)

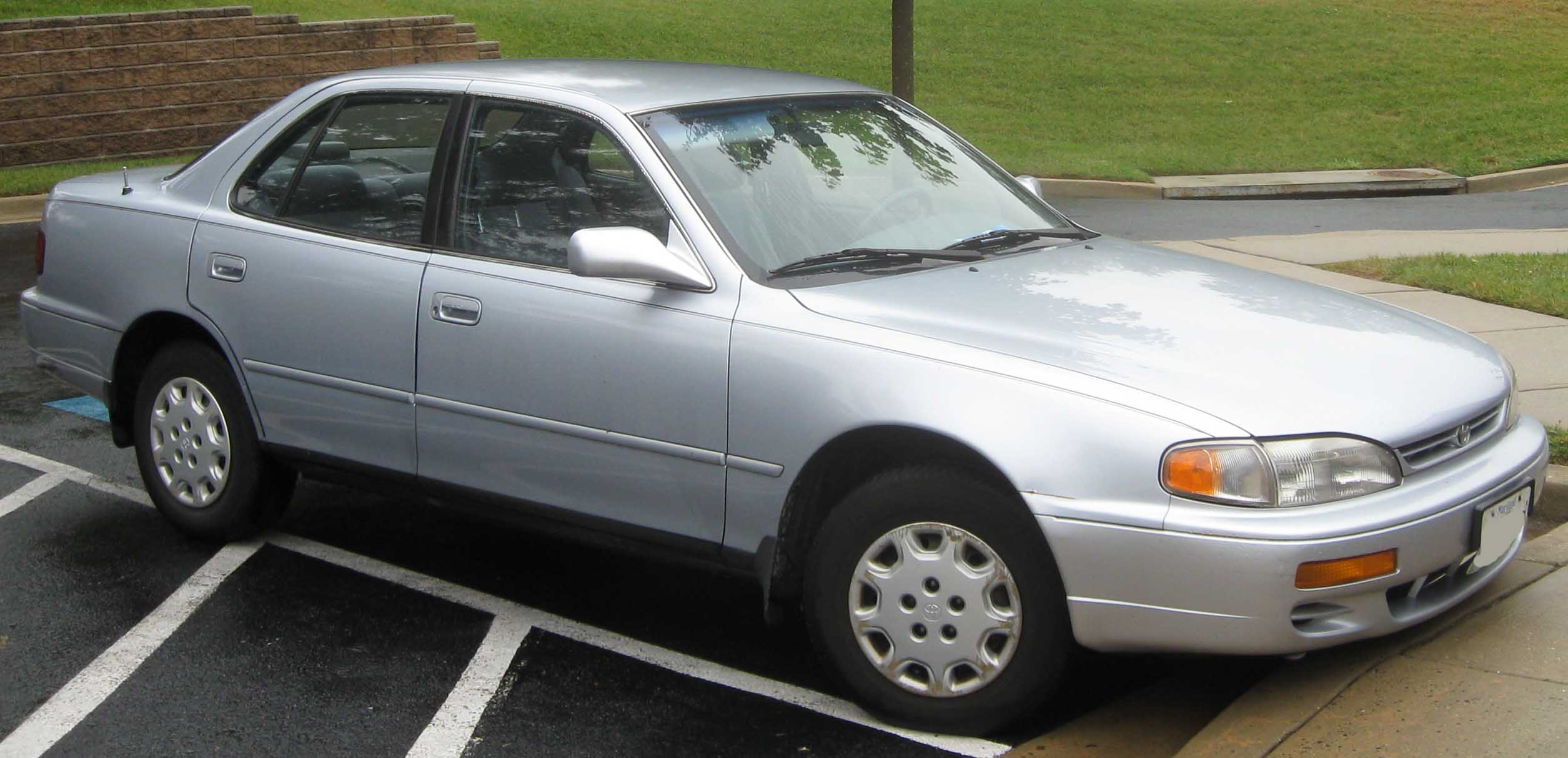
Den tredje generationen Camry (XV10) fick större karossform och kom därmed att tillhöra mellanklassen.

När tredje generationen av Camryn lanserades (Toyota Camry (XV10)) gick modellen skilda vägar från den Japanska Vista-modellen. Den nya generationen blev större än föregångaren vilket gjorde att den kom att klassas som en bil i mellanklassen. Samtidigt behöll den nya generationen Vista samma storlek som föregångarna och räknades därefter som en separat modell som enbart såldes i Japan. Den tredje generationen av Camryn såldes också i Japan men under namnet Toyota Scepter.

### Ökad popularitet och framgångar med fjärde generationen (1997–2001)
Den fjärde generationens Toyota Camry (XV20) förhandsvisades i Tokyo i december 1996 och lanserades i USA följande år. Efter en omstrukturering av Toyota blev modellen inte längre den största sedanen i USA. Den titeln ersattes med den nya modellen Toyota Avalon. Vid skapandet av den nya generationen var Toyotas huvudmål att toppa "The Big Three", ett namn för de bästsäljande bilmodellerna i USA där föregående modell av Camryn rankats på tredjeplats efter Ford Taurus och Honda Accord. De flesta bilarna byggdes i Toyotas fabrik vid Georgetown i Kentucky. Två karossversioner erbjöds, fyradörrars sedan och fyradörrars kombi. Den sistnämnda hade begränsad distribution och såldes enbart i Japan (Toyota Camry Cracia) och Australien (Toyota Camry Conquest Wagon). Camryn såldes med två motoralternativ; en 2,2-liters I4 och en 3,0-liters V6:a. Säkerheten förbättrades jämfört med föregångaren och den fjärde generationen Camry blev Toyotas första framhjulsdrivna bil med antispinn som standard.
En säregen detalj med kombimodellerna från denna version är att de har två fönstertorkare för bakrutan. Modellen byggdes inte i Japan utan i USA (gäller Touring).
Ett år efter lanseringen utsågs bilen till den bästsäljande modellen i USA. Under första året räknades antal sålda bilar till 397.000 och Toyota toppade därav listan CG Best Buy Honor. Bilen fortsatte att dominera i försäljning åren 1998, 1999, 2000 och 2001. Som ett resultat började Toyota använda sloganen: "America's Favourite Car". Generationen rosades av amerikanska bilkritiker som särskilt lyfte fram utseendet, driftsäkerheten och komforten. En recensent ansåg att "ribban för sedaner hade höjts"  medan en annan ansåg att bilen var den "särklass bästa familjesedanen på marknaden". Modellen blev den internationellt bäst säljande bilen i sin storleksklass.

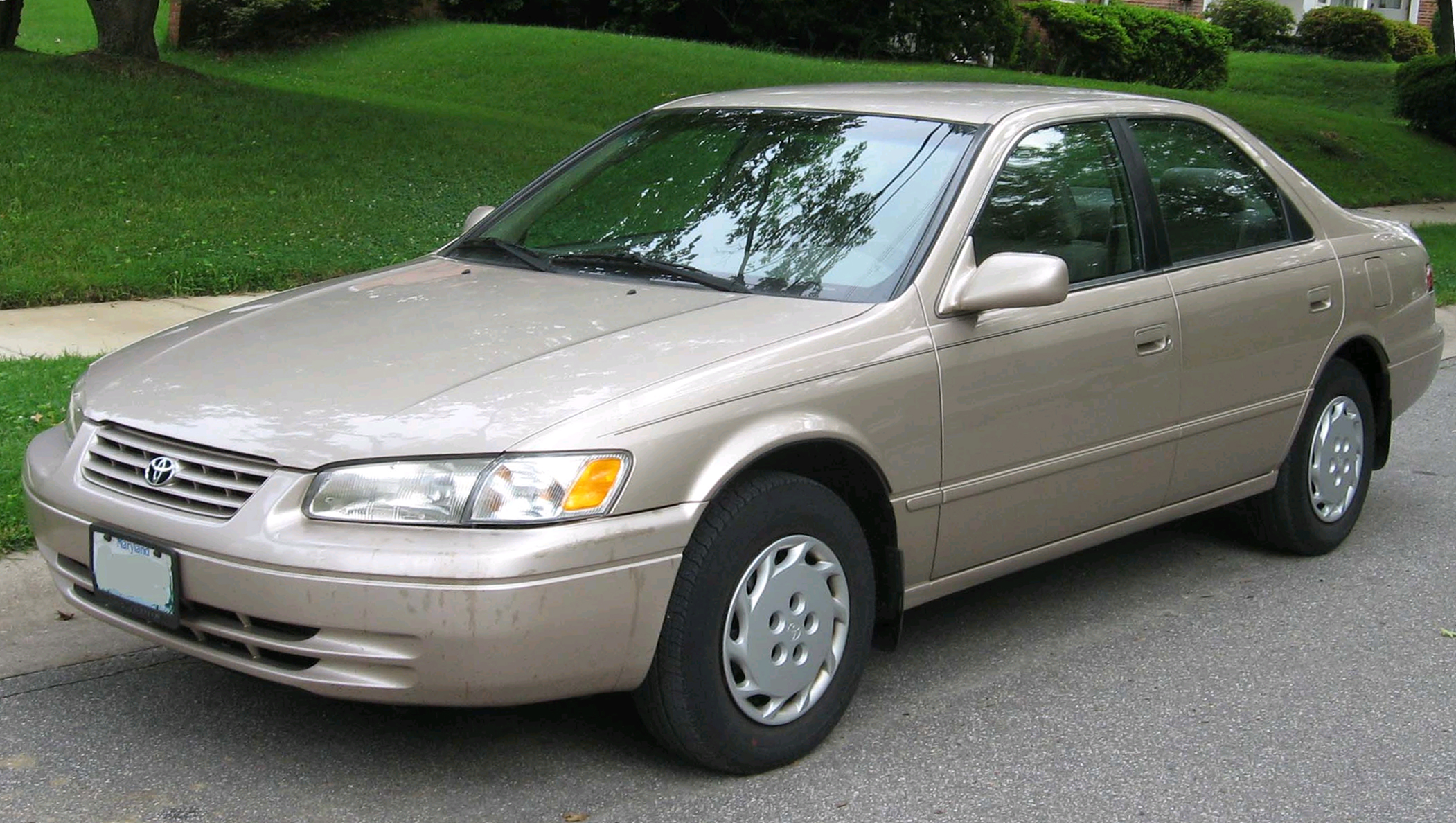
Toyota Camry XV20 (1997–2001)
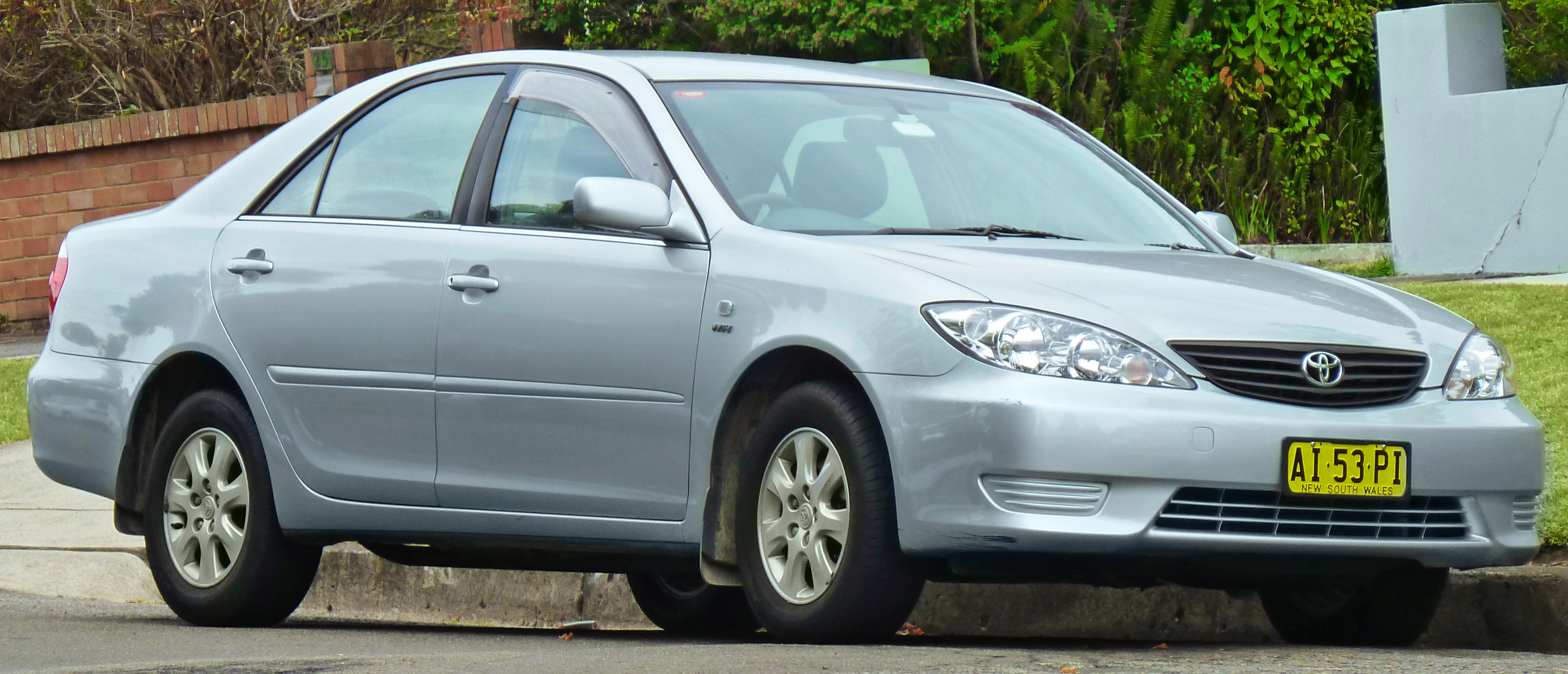
Toyota Camry XV30 (2001–2006)
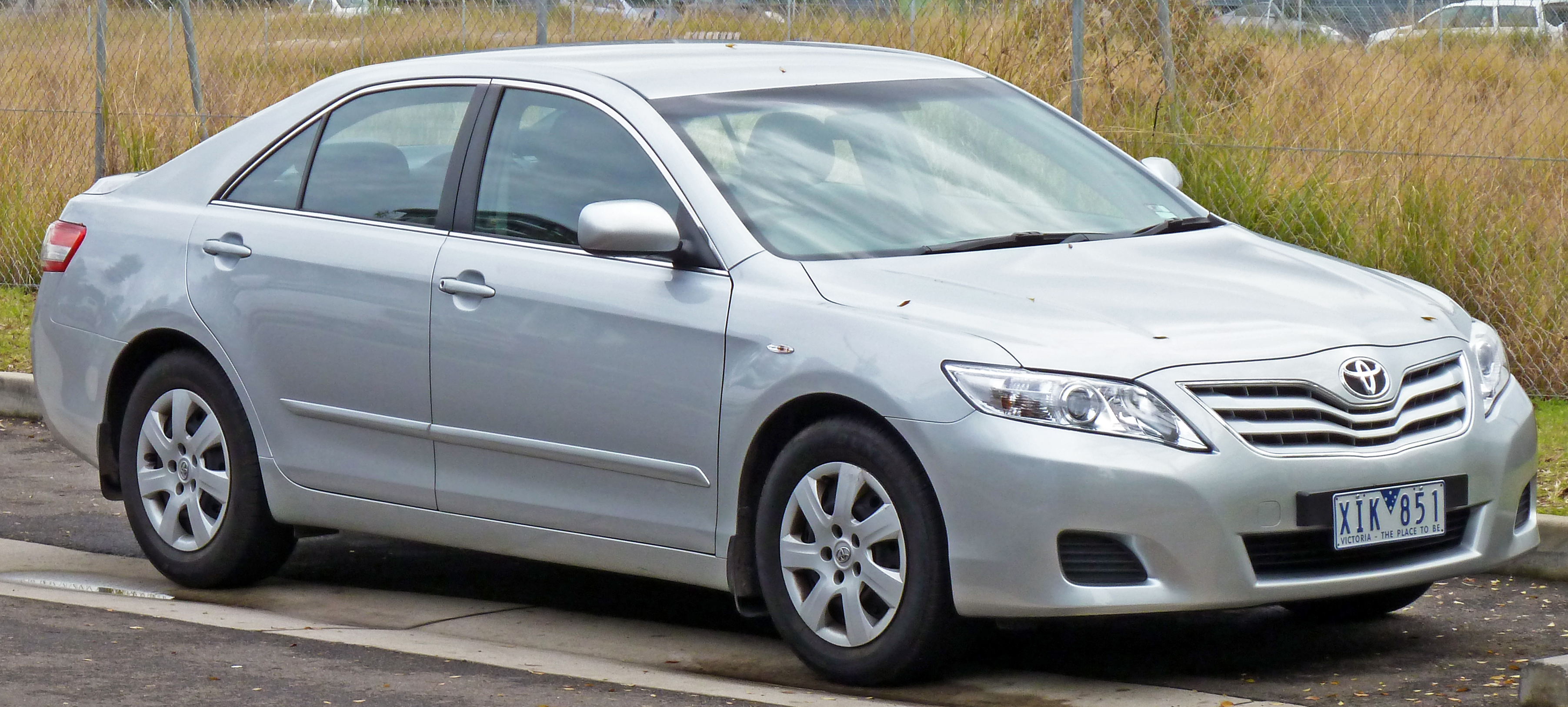
Toyota Camry XV40 (2006–2011)
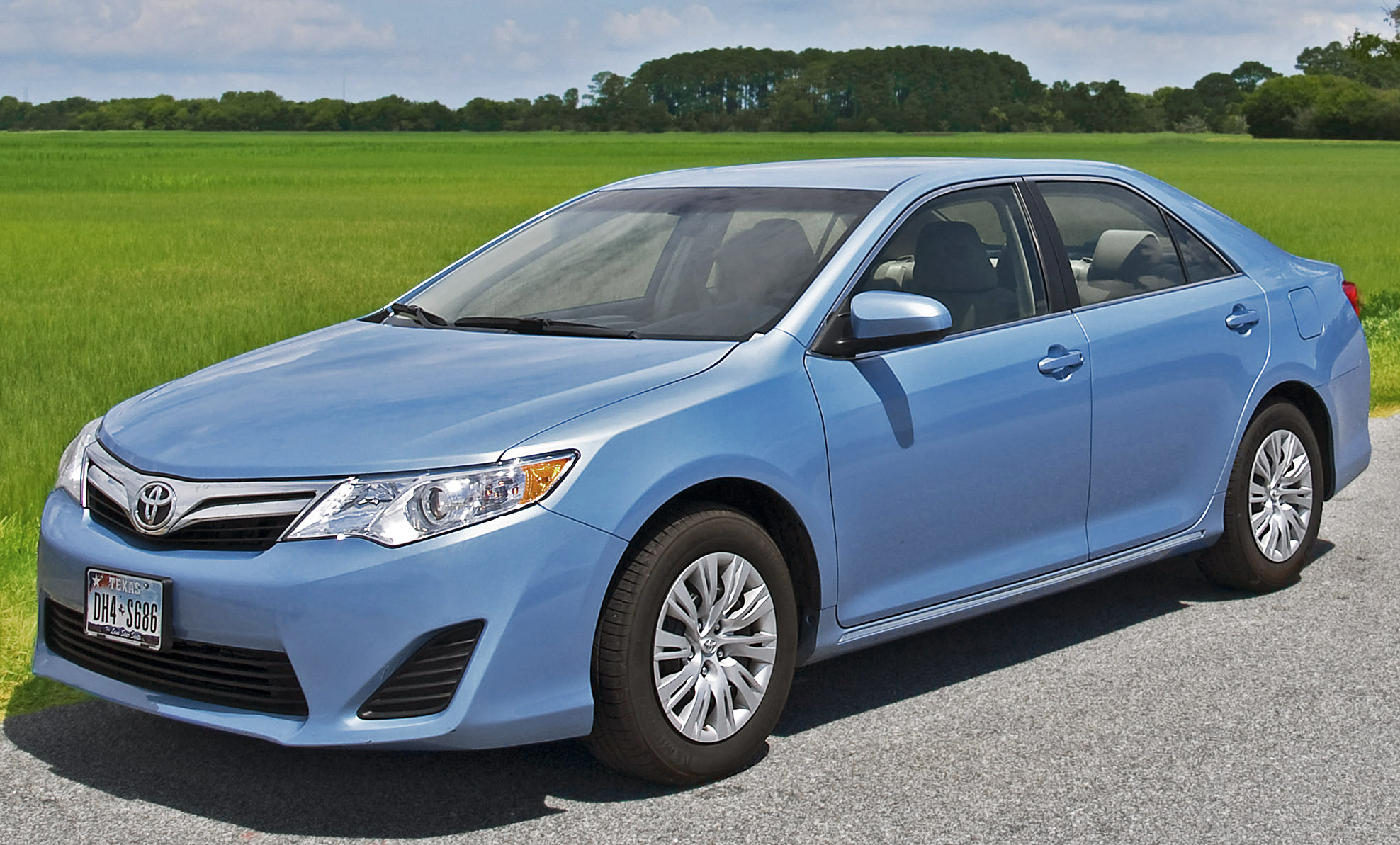
Toyota Camry XV50 (2011–2017)
Toyota Camry XV70 (2017–)